# Transcendental Blues
Transcendental Blues è il nono album in studio del cantautore statunitense Steve Earle, pubblicato il 6 giugno 2000 dalla E-Squared Records.

## Accoglienza
| Recensione           | Giudizio |
| -------------------- | -------- |
| AllMusic             |          |
| Entertainment Weekly | A−       |
| Pitchfork            | 8,1/10   |
| Rolling Stone        |          |

Transcendental Blues ha ottenuto il plauso da parte dei critici musicali. Su Metacritic, sito che assegna un punteggio normalizzato su 100 in base a critiche selezionate, l'album ha ottenuto un punteggio medio di 86 basato su quindici recensioni.

## Tracce
Testi e musiche di Steve Earle.
1. Transcendental Blues – 4:13
2. Everyone's in Love with You – 3:30
3. Another Town – 2:22
4. I Can Wait – 3:16
5. The Boy Who Never Cried – 3:46
6. Steve's Last Ramble – 3:38
7. The Galway Girl – 3:05
8. Lonelier Than This – 3:11
9. Wherever I Go – 1:57
10. When I Fall – 4:34
11. I Don't Want to Lose You Yet – 3:22
12. Halo 'Round the Moon – 2:13
13. Until the Day I Die – 3:22
14. All My Life – 3:27
15. Over Yonder (Jonathan's Song) – 3:51

## Classifiche
| Classifica (2000) | Posizione massima |
| ----------------- | ----------------- |
| Stati Uniti       | 66                |